# تنفورد
تنفورد (به انگلیسی: Thenford) یک روستا و محله مدنی در بریتانیا است که در ساوت نورث‌همپتون‌شر واقع شده‌است. تنفورد ۷۴ نفر جمعیت دارد.